# Glee: The Music, The Power of Madonna
Glee: The Music, The Power of Madonna — первый мини-альбом саундтреков к американскому музыкальному телесериалу «Хор», который транслируется телеканалом Fox в США и Канаде. Альбом, выпущенный 20 апреля 2010 года, стал трибьютом певицы Мадонны и включает в себя композиции, прозвучавшие в эпизоде «The Power of Madonna» первого сезона. Мадонна дала право на использование полного каталога своих песен телесериалу «Хор» в 2009 году; эпизод вышел в день релиза альбома и продемонстрировал кавер-версии восьми песен певицы.

## Создание
В 2009 года Мадонна позволила использовать свои песни в телесериале, и создатели приступили к планированию трибьют-эпизода. Райан Мёрфи, который работал с Мадонной ранее, пожелал отдать её должное в рамках сериала; певица согласилась и «всячески сотрудничала» с создателями в работе над пятнадцатым эпизодом первого сезона, «The Power of Madonna». По сюжету серии, руководитель школьного хора Уилл Шустер (Мэтью Моррисон) в качестве недельного задания предлагает студентам петь песни Мадонны, узнав, что девушки подвергаются неуважению со стороны парней. Мадонна, как певица, уравнявшая статус мужчин и женщин, оказалась почитаема членами хора, и девушки исполнили композицию «Express Yourself», частично воссоздав оригинальный видеоклип.
Glee: The Music, The Power of Madonna был выпущен в качестве мини-альбома 20 апреля 2010 года. В его трек-лист вошли «Express Yourself», мэшап песен «Borderline» и «Open Your Heart», «Vogue», «Like a Virgin», «4 Minutes», «What It Feels Like for a Girl» и «Like a Prayer». Посредством iTunes был выпущен дополнительный трек «Burning Up», который не появился в эпизоде. В эпизоде также использовалось несколько оригинальных песен Мадонны, не перепетых актёрским составом сериала: «Ray of Light», «Burning Up», «Justify My Love» и «Frozen».

## Синглы
Все композиции, вошедшие в альбом, были выпущены в качестве синглов посредством цифровой дистрибуции. Наиболее успешной среди них стала кавер-версия «Like a Prayer», исполненная хором в полном составе. В первую неделю было продано 87 тыс. цифровых копий сингла, который также занял 10 строчку в чарте Hot Digital Songs, добрался в Billboard Hot 100 и Canadian Hot 100 до 27 места, до 28 — в Австралии, и до 16 в UK Singles Chart, где продержался 4 недели. Среди других песен, попадавших в чарты, оказались «4 Minutes», «Like a Virgin» и «Borderline / Open Your Heart», занимавшие 42, 58 и 66 места соответственно.

## Продажи
Альбом достиг вершины чарта Billboard 200 уже за первую неделю, и был продан в количестве 98 тыс. копий. Он стал первым альбомом «Хора», дебютировавшем на 1 строчке, а также первым достигшим лидирующей позиции альбомом саундтреков с композициями одного исполнителя, с момента выхода Mamma Mia! The Movie Soundtrack к фильму «Мамма миа!» в 2008 году, где был собраны песни ABBA. По данным Nielsen SoundScan, 75 % проданных экземпляров альбома были куплены в цифровом формате посредством загрузки в сети. Релиз оказал влияние и на показатели продаж собственных альбомом Мадонны. Её альбом Celebration вернулся в Billboard 200 на 86 строчку, а также был дополнительно продан количеством 6 тыс. копий. Её общее количество загрузок увеличилось на 44 % в неделю выхода The Power of Madonna и за одну неделю было продано более 17 тыс. штук CD-экземпляров, и 108 тыс. цифровых копий, что на 169 % больше предыдущей недели. Оригинальные версии двух самых популярных песен с альбома — «4 Minutes» и «Like a Prayer» — были проданы в количестве 12 тыс. копий, что на 183 % и 267 % соответственно больше, чем неделей ранее.

## Список композиций
| №  | Название                                       | Автор(ы)                                               | Оригинальный исполнитель                            | Длительность |
| -- | ---------------------------------------------- | ------------------------------------------------------ | --------------------------------------------------- | ------------ |
| 1. | «Express Yourself»                             | Мадонна, Стивен Брей                                   | Мадонна                                             | 4:01         |
| 2. | «Borderline / Open Your Heart»                 | Регги Лукас / Мадонна, Гарднер Коул, Питер Рэфельсон   | Мадонна                                             | 2:18         |
| 3. | «Vogue»                                        | Мадонна, Шеп Петтибоун                                 | Мадонна                                             | 5:15         |
| 4. | «Like a Virgin» (при участии Джонатана Гроффа) | Билли Стейнберг, Том Келли                             | Мадонна                                             | 3:17         |
| 5. | «4 Minutes»                                    | Мадонна Timbaland, Джастин Тимберлейк, Натаниэль Хиллс | Мадонна при участии Джастина Тимберлека и Timbaland | 3:11         |
| 6. | «What It Feels Like for a Girl»                | Мадонна, Гай Сигсворт, Дэвид Торн                      | Мадонна                                             | 4:32         |
| 7. | «Like a Prayer» (при участии Джонатана Гроффа) | Мадонна, Патрик Леонард                                | Мадонна                                             | 5:22         |

| №  | Название                                    | Автор(ы) | Оригинальный исполнитель | Длительность |
| -- | ------------------------------------------- | -------- | ------------------------ | ------------ |
| 8. | «Burning Up» (при участии Джонатана Гроффа) | Мадонна  | Мадонна                  | 3:06         |

## Позиции в чартах
| Чарт (2010)                     | Наивысшая позиция |
| ------------------------------- | ----------------- |
| Australian Albums Chart         | 10                |
| Belgian (Wallonia) Albums Chart | 97                |
| Canadian Albums Chart           | 1                 |
| Dutch Albums Chart              | 93                |
| Irish Albums Chart              | 5                 |
| Mexican Albums Chart            | 34                |
| UK Albums Chart                 | 4                 |
| US Billboard 200                | 1                 |
| US Top Soundtracks Album        | 1                 |

| Чарт (2010)              | Позиция |
| ------------------------ | ------- |
| US Billboard 200         | 146     |
| US Billboard Soundtracks | 13      |